# Игнатий Георгий V
Игнатий Георгий V (в миру — Гиваргис Шелхот, будучи архиепископом Алеппо — Дионисий Гиваргис; 11 сентября 1818, Алеппо, Османская империя — 8 декабря 1891, Алеппо, Османская империя) — девятый архиепископ Алеппо с 7 января 1862 по 21 декабря 1874 года и девятый патриарх Сирийской католической церкви с титулами «Патриарх Антиохии и всего Востока» с декабря 1874 по 8 декабря 1891 года.

## Биография
Родился 11 сентября 1818 года в Алеппо, Османская империя. После получения школьного образования изучал богословие в образовательных учреждениях Сирийской католической церкви. 2 февраля 1843 года рукоположён в сан священника. После антихристианской резни в Алеппо в 1850 году отправился в Европу, чтобы собирать там денежную помощь для восстановления разрушенных храмов. После смерти в 1851 году сиро-католического патриарха Игнатия Петра VII возвратился на родину.
7 января 1863 года Синодом Сирийской католической церкви был избран архиепископом Алеппо. Получил рукоположение в сан епископа из рук патриарха Игнатия Антония I. По древней традиции взял себе имя «Дионисий Гиваргис». После смерти патриарха Игнатия Антония I Святой Престол назначил его 16 июня 1874 года патриаршим местоблюстителем. Он отказался от этой должности и отправился жить в Мардин, где продолжил восстановление разрушенных храмов на средства, собранные в Европе. Построил в Мадине школу. В 1870 году участвовал в Первом Ватиканском Соборе.
7 октября 1874 года через несколько месяцев после смерти патриарха Игнатия Филиппа I был избран Синодом Сирийской католической церкви на патриарший престол. Чтобы показать свою независимость от централизованной власти Римского папы, восшёл на патриаршую кафедру 11 октября, не дожидаясь официального подтверждения его избрания Святым Престолом. 21 декабря 1874 года папа Пий IX утвердил его избрание патриархом. После долгого времени нахождения резиденции сиро-католических патриархов в Бейруте перевёл свою кафедру в Алеппо.
В 1876 году основал новую мужскую монашескую конгрегацию «Братья святого Ефрема». В 1888 году созвал Синод Сирийской католической церкви в монастыре Шарфет в Ливане. На этом Синоде были приняты важные решения, в частности был введён обязательный целибат для кандидатов в священный сан и утверждён канон автономности Сирийской католической церкви при выборах нового патриарха. Эти новые каноны были утверждены папой Львом XIII.
Игнатий Георгий V умер в Алеппо 8 декабря 1891 года. Его преемником стал Игнатий Бехнам II.